# Andreï Tupolev
Andreï Nikolaïevitch Tupolev ou Toupolev (en russe : Андрей Николаевич Туполев), né le 29 octobre 1888 (10 novembre dans le calendrier grégorien) à Poustomazovo, dans le gouvernement de Tver (Empire russe) et décédé le 23 décembre 1972 à Moscou (Union soviétique), est un concepteur et constructeur aéronautique soviétique.

## Biographie
Andreï Tupolev étudia à l'université technique d'État de Moscou - École Bauman en 1918.
Il fut un concepteur prééminent à partir de 1929 à l'institut central d'aérohydrodynamique (TsAGI) de Moscou, où plus d'une centaine d'avions (les Tupolev) furent conçus, notamment des bombardiers (dont le Tupolev Tu-26 ou le Tupolev Tu-2) et des avions de ligne comme le Tu-134 et le Tu-154.
Tupolev fut arrêté en 1937 avec un autre concepteur d'avions célèbre, Vladimir Petliakov, sous l'accusation de la création d'un « parti fasciste russe ». En 1939, il fut transféré d'une prison à Bolchevo près de Moscou, dans un camp spécial charachka, où plusieurs de ses collègues étaient incarcérés. Officiellement il fut condamné à dix ans, mais il fut libéré en 1944 pour « services rendus ». Sa réhabilitation complète ne fut cependant accordée que dix ans après la mort de Staline.
Andreï Tupolev est enterré au cimetière de Novodevitchi. Son épouse est décédée en 1962, à 68 ans.
Son fils Alexeï fut aussi un célèbre concepteur aéronautique d'avions de ligne, en particulier du Tupolev Tu-144 appelé par dérision à l'ouest Konkordski à cause de sa ressemblance avec le Concorde.

## Distinctions
Principaux titres et décorations, classés par ordre de préséance :
- Trois fois Héros du travail socialiste :

le 16.09.1945 (médaille no 248)
le 12.07.1957 (médaille no 48)
le 22.11.1972 (médaille no 12)
- Huit fois l'ordre de Lénine (1933, 1945, 1947, 1949, 1949, 1953, 1958, 1968)
- Ordre de la révolution d'Octobre (1971)
- Ordre de Souvorov de 2e classe (1944)
- Ordre de la Guerre patriotique de 1re classe (1945)
- Deux fois l'ordre du Drapeau rouge du Travail (1927, 1933)
- Ordre de l'Étoile rouge (1933)
- Ordre de l'Insigne d'honneur (1936)
- Ordre de Gueorgui Dimitrov
- Prix Lénine (1957)
- Quatre fois le prix Staline (1943, 1948, 1949, 1952)
- Prix d'État de l'URSS (1972)